# Chelicerca galapagensis
Chelicerca galapagensis is een insectensoort uit de familie Anisembiidae, die tot de orde webspinners (Embioptera) behoort. 
Chelicerca galapagensis is voor het eerst wetenschappelijk beschreven door Ross in 1966.